# Casa Casadesús
La Casa Casadesús és una obra modernista de Igualada (Anoia) protegida com a Bé Cultural d'Interès Local.

## Descripció
Casa de planta baixa i dos pisos. La façana és molt ornamentada. Els llindars dels portals són ben treballats amb pedra i les plantes altes es troben ornamentades amb temes vegetals, estucats i relleu. La façana està coronada per un frontó i motllures de guix de tema vegetal

## Història
Obra promoguda per Francesc Casadesús i Ros, metge.